# Загряжский, Григорий Афанасьевич
Григорий Афанасьевич Загряжский — русский воевода и дворянин московский.
Из дворянского рода Загряжских. Младший сын Афанасия Ивановича Загряжского.

## Биография
В 1616 году составил писцовую и дозорную книгу Бежецкого Верха.
В 1628 году ему велено было служить с городом (по Бежецкому Верху).
Дворянин московский (1629—1640).
Воевода в Сапожке (1626—1627), Себеже (1632), Перми (1641), Соликамске (1642—1644), Алатыре (1644—1647).
Объезжий голова в Москве (1630), от Зачатьевского монастыря по Тверскую улицу.
В 1636, 1637, 1640 и 1646 гг. дневал и ночевал на государевом дворе, а в 1639 году присутствовал при встрече кизильбашского посла за Яузою, по Владимирской дороге.